# Rodulfus Glaber
Rodulfus Glaber, auch Radulfus Glaber oder Raoul Glaber, (lateinisch glaber „der Kahle“; * um 985 im Burgund; † um 1047 in Saint-Germain d’Auxerre) war ein burgundischer Benediktiner-Mönch, Historiker und Hagiograph.

## Leben
Rodulfus wurde als Zwölfjähriger von seinem Onkel, einem Mönch, der ihn erzog, wegen Ungehorsamkeit dem Kloster Saint-Léger-de-Champeaux übergeben, wo er jedoch bald verjagt wurde, da er sich dem Klosterleben nicht unterordnete und als streitsüchtig galt. Sein wechselhafter Lebenslauf führte ihn mit der Zeit in eine Reihe burgundischer Klöster. Jedoch ist nicht überliefert, wann er in welchem Kloster lebte. Es gibt Nachweise für seine Anwesenheit in den Klöstern Moutiers-Saint-Jean, Saint-Bénigne à Dijon, Cluny, Moutier und Saint-Germain d’Auxerre.
Um 1028 reiste er mit Wilhelm von Volpiano, dem Abt von Saint-Bénigne, nach Italien. Von Wilhelm angeregt, begann er sein Hauptwerk, die „Historiae“, ein Geschichtswerk, das die Zeit von etwa 900 bis etwa 1040 behandelt. Besonderer Schwerpunkt waren die Jahre um 1000 und um 1033, die er für besonders bedeutsam hielt. In diesem fünfbändigen Geschichtswerk schildert Rodulfus insbesondere seltsame oder grauenerregende Begebenheiten, Häresien, Teufelswerk, Wunder, Visionen und Verfall der Sitten. Er berichtet auch über Hungersnöte und sogar Kannibalismus im Burgund. Dies interpretierte er als endzeitliche Vorzeichen des bevorstehenden Weltuntergangs. Diese Chronik widmete er Odilo von Cluny. Heute sind einige wenige Handschriften der „Historiae“ erhalten, darunter auch ein Autorenexemplar.
Als zweites erhaltenes Werk verfasste Rodulfus eine Vita des Wilhelm von Volpiano, die wahrscheinlich kurz nach dessen Tod im Jahre 1031 entstand.
Rodulfus gehörte Kreisen von Anhängern der Kirchenreformen des 11. Jahrhunderts an, was sich an seiner sehr parteilichen Darstellung von Ereignissen und Personen erkennen lässt. Insbesondere gilt seine Sympathie den in Reformerkreisen beliebten Herrschern Heinrich II., Heinrich III. und Robert II. von Frankreich. Negativ beurteilt werden in der Chronik jedoch Konrad II. und reformfeindliche und sittenlose Päpste wie z. B. Benedikt IX. Als Quelle für Ereignisse ist das Werk aufgrund seiner chronologischen und geographischen Unzulänglichkeit von beschränktem Wert, jedoch ist es als kulturhistorisches Dokument für Moral und Sitten des 11. Jahrhunderts bedeutsam.
Rodulfus verfasste seine Werke in Mittellatein, das jedoch ohne literarischen Anspruch verwendet wird. Eine Wertung der Ereignisse nach ihrer Wichtigkeit findet nicht statt, so dass Trivialitäten gleichwertig neben wichtigen Ereignissen erwähnt werden.

## Werke
- Historiarum libri quinque ab anno incarnationis DCCCC usque ad annum MXLIV oder Historiae (Titel nicht zeitgenössisch überliefert)
  - Auszüge in: Georg Heinrich Pertz u. a. (Hrsg.): Scriptores (in Folio) 7: Chronica et gesta aevi Salici. Hannover 1846, S. 48–72 (Monumenta Germaniae Historica, Digitalisat)
  - Lateinisch-englische Ausgabe in: Rodulfus Glaber: Historiarum libri quinque. Hrsg. von John France (Oxford Medieval Texts). Clarendon Press, Oxford 1989.
- Wilhelmi abbatis gestorum liber